# Reflections in a Crystal Wind
Reflections in a Crystal Wind è un album di Richard Fariña e Mimi Fariña, pubblicato dalla Vanguard Records nel dicembre del 1965. 

## Tracce
Brani composti e arrangiati da Richard Fariña, eccetto dove indicato
Lato A
1. Reflections in a Crystal Wind – 3:30
2. Bold Marauder – 4:24
3. Dopico – 3:58
4. A Swallow Song – 2:51
5. Chrysanthemun – 2:27 – Brano strumentale
6. Sell-Out Agitation Waltz – 2:50
7. Hard-Loving Loser – 4:32

Lato B
1. Mainline Prosperity Blues – 6:25
2. Allen's Interlude – 2:50
3. House Un-American Blues Activity Dream – 3:10
4. Raven Girl – 5:07
5. Miles – 2:53 (Mimi Fariña) – Brano strumentale
6. Children of Darkness – 4:00

## Musicisti
- Richard Fariña - dulcimer
- Richard Fariña - arrangiamenti (tranne brano: Miles)
- Mimi Fariña - chitarra
- Mimi Fariña - arrangiamenti (solo nel brano: Miles)
- Bruce Langhorne - chitarra elettrica, tamburello (brani: A1, A2, A3, A4, A6, A7, B1, B2, B3, B4 e B6)
- Charles Small - pianoforte, pianoforte elettrico, celesta (brani: A6, A7, B1, B3 e B6)
- Russ Savakus - contrabbasso, basso (brani: A2, A4, A6, A7, B1 e B3)
- Felix Pappalardi - basso elettrico (brani: A1 e B4)
- John P. Hammond - armonica (brani: A6, A7, B1 e B3)
- Alvin Rogers - batteria (brani: A6, A7, B1 e B3)[2]